# Niederanven
Niederanven (luxemburgisch Nidderaanwenⓘ) ist eine Gemeinde im Großherzogtum Luxemburg und gehört zum Kanton Luxemburg.

## Zusammensetzung der Gemeinde
Die Gemeinde Niederanven besteht aus den Ortschaften
| - Ernster - Hostert - Niederanven - Oberanven - Rammeldingen | - Senningen - Senningerberg - Stafelter - Waldhof |

Die Pfarrkirche in Niederanven dient sowohl der Bevölkerung von Niederanven als auch Senningen für den Gottesdienst.

## Politik
Die Gemeinde Niederanven wird von einer Koalition aus der christlich-konservativen CSV und der grünen Partei déi gréng regiert.
Zur Kommunalwahl im Juni 2023 kandidierten vier Parteilisten, wovon alle vier den Einzug in den Gemeinderat schafften.
| Partei                                             | Sitze: | Stimmenanteil | Stimmenanteil |
| -------------------------------------------------- | ------ | ------------- | --- |
| Chrëschtlech-Sozial Vollekspartei (CSV)            | 5      | 40,56 %       | Gemeinderatswahl Niederanven 2023 %50403020100 40,56 % (−5,18 %p)25,18 % (+0,79 %p)20,51 % (+3,78 %p)13,75 % (+0,60 %p) CSVLSAPDPGréng20182023 |
| Lëtzebeurger Sozialistesch Aarbechterpartei (LSAP) | 3      | 25,18 %       | Gemeinderatswahl Niederanven 2023 %50403020100 40,56 % (−5,18 %p)25,18 % (+0,79 %p)20,51 % (+3,78 %p)13,75 % (+0,60 %p) CSVLSAPDPGréng20182023 |
| Demokratesch Partei (DP)                           | 3      | 20,51 %       | Gemeinderatswahl Niederanven 2023 %50403020100 40,56 % (−5,18 %p)25,18 % (+0,79 %p)20,51 % (+3,78 %p)13,75 % (+0,60 %p) CSVLSAPDPGréng20182023 |
| Déi Gréng                                          | 2      | 13,75 %       | Gemeinderatswahl Niederanven 2023 %50403020100 40,56 % (−5,18 %p)25,18 % (+0,79 %p)20,51 % (+3,78 %p)13,75 % (+0,60 %p) CSVLSAPDPGréng20182023 |

## Römische Vergangenheit
Die Gemeinde Niederanven hat eine römische Vergangenheit. Neben den Überresten der „Kieme“ wurden in diesem Gebiet weitere archäologische Funde gemacht, welche dies belegen.
Römischer Kalkofen in Senningen
Im Jahr 1938 stieß eine Gruppe von Wanderern zwischen den Ortsteilen Senningen und dem Senningerberg auf die Überreste eines Kalkofens. Bereits zu dieser Zeit wurde vermutet, dass dieser Kalkofen aus der römischen Zeit stammen könnte.
Erst 1999 wurde diese Vermutung nach Überprüfung durch die Universität Köln bestätigt. Anhand eines Holzstücks, das neben dem Kalkofen gefunden wurde, konnten die Forscher genauer angeben, zu welcher Zeit der Ofen errichtet worden war. Man einigte sich auf den Zeitraum zwischen 65 und 75 n. Chr.
Der römische Ursprung des Ofens beweist die Tatsache, dass es ein Kalkofen ist. Kalk wurde in dieser Region von den Römern als Baustoff eingeführt. Bei Bauten wurde es als Bindemittel benutzt.
Warum gerade Niederanven oder das damalige Andethanna als Standort ausgewählt wurde, um Kalk zu brennen, ist bis heute, gerade im Hinblick darauf, dass es in diesem Gebiet keinen Kalkstein gibt, nicht ganz klar. Wahrscheinlich ist jedoch, dass dieser Ort vor allem aufgrund seiner guten Verkehrsanbindungen ausgewählt wurde: die Römerstraße zwischen Reims und Trier verlief durch Andethanna. Hinzu kommt, dass Trier ein guter Absatzmarkt für den abgebauten Kalk war.

## Vereine
Fanfare „La Réunion“ Hostert

Sitz der Fanfare „La Réunion“ Hostert

Im Sommer des Jahres 1908 entstand erstmals die Idee in Hostert, eine musikalische Vereinigung zu gründen. Nach anfänglichem Zweifel an der Ausführbarkeit eines solchen Projekts kam es am 1. August 1908 zu einer provisorischen Gründung der Hosterter Musik (Hueschterter Musek).
Zwei Monate später, nachdem 25 Musiker zusammengekommen waren, entstand dann definitiv die Vereinigung, die sich „Fanfare réunie de Hostert“ nannte. Pierre Pütz war der erste Dirigent.
Gleichzeitig wurde auch ein dazugehöriges Komitee gewählt, bei welchem Pierre Theisen als Präsident hervorging. Die Kosten für die ersten 24 Instrumente betrugen 1855 luxemburgische Franken, welche allesamt von Spenden der Bewohner Hosterts finanziert wurden. Von Anfang an spielte die „Fanfare réunie de Hostert“ auf Jubiläumsfeiern, Hochzeiten, Weinfesten sowie bei geistlichen Veranstaltungen in der Pfarrkirche von Hostert.
Im Jahre 2008 wurde das 100-jährige Bestehen der „Fanfare Réunie de Hostert“ gefeiert. Die Zahl der Musikanten (50) (2008) hat sich im Vergleich zum Anfang, 24 (1908) verdoppelt.
Fëscherclub Neibaach
Der „Fëscherclub Neibaach“ wurde am 3. März 1961 in Niederanven gegründet. Der erste Präsident des Komitees war Nicolas Emeringer. Bereits im Gründungsjahr schloss sich der Verein der FLPS (Fédération Luxembourgeoise des Pêcheurs sportifs) an. Das Ziel war es, die Gemeinschaft der Fischerfreunde der Gemeinde zu stärken. Bis zum Jahre 1975 war das Vereinslokal des Fischerklubs das Café Winter in Niederanven. Dann wechselte der Verein für weitere neun Jahre zum Café Streitz, dem sogenannten „Humpe-Leo“, bis dann 1984 ein Raum im alten Feuerwehrhaus in Senningen zum Hauptsitz der Fischervereinigung wurde. Neben organisierten Festen wie dem seit 1961 ausgetragenen „Fëscherfest“ bestreitet der Klub auch nationale Wettkämpfe.
Die größten Erfolge waren der Gewinn der zweifachen Landesmeisterschaft im Sportfischen durch Marie-Louise Pütz 1971 und 1974 sowie der Gewinn der gleichen Kompetition in der Juniorenkategorie durch Serge Binsfeld im Jahre 1986.
Seit dem Gründungsjahr 1961 hatte der Klub insgesamt 120 Mitglieder. Die Höchstzahl wurde im Jahre 1964 mit 57 Mitgliedern erreicht. Zur heutigen Zeit werden es mangels Interesse vor allem bei den Jugendlichen immer weniger.

## Partnerstädte
Niederanven ist eines der Gründungsmitglieder im Städtebund Douzelage, in dem jeweils eine Stadt aus einem Land der Europäischen Union vertreten ist.

## Persönlichkeiten
- Claudine Moulin (* 9. Februar 1962 in Luxemburg) Hochschulprofessorin an den Universitäten von Trier und Luxemburg
- Jean „Bim“ Kirchen (1919–2010), Radrennfahrer
- André Reuter (* 27. Januar 1947 in Luxemburg) Hochschulprofessor, Präsident der DTMD University for Digital Technologies in Medicine and Dentistry

## Bilder

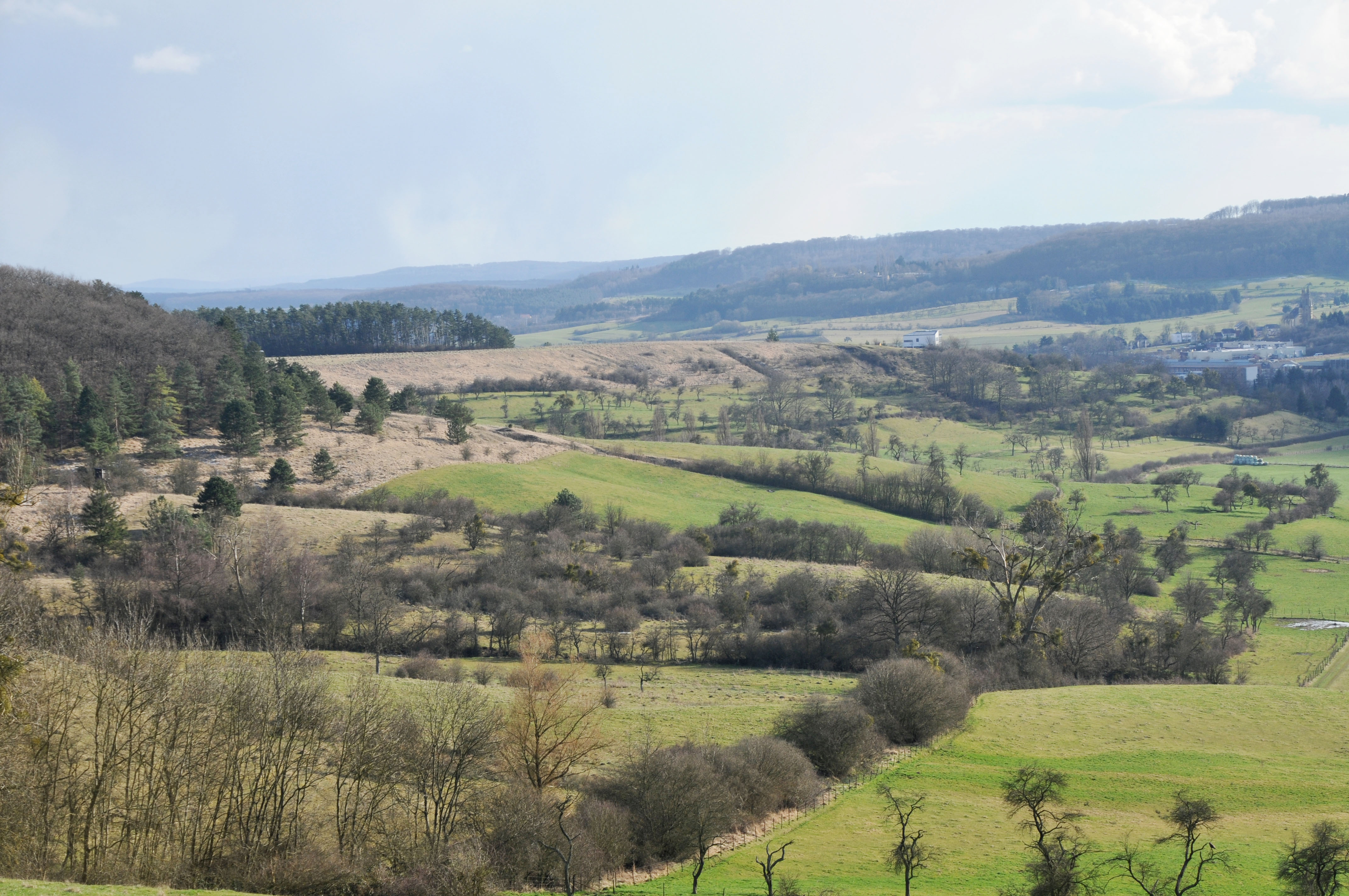
Naturschutzgebiet Aarnescht
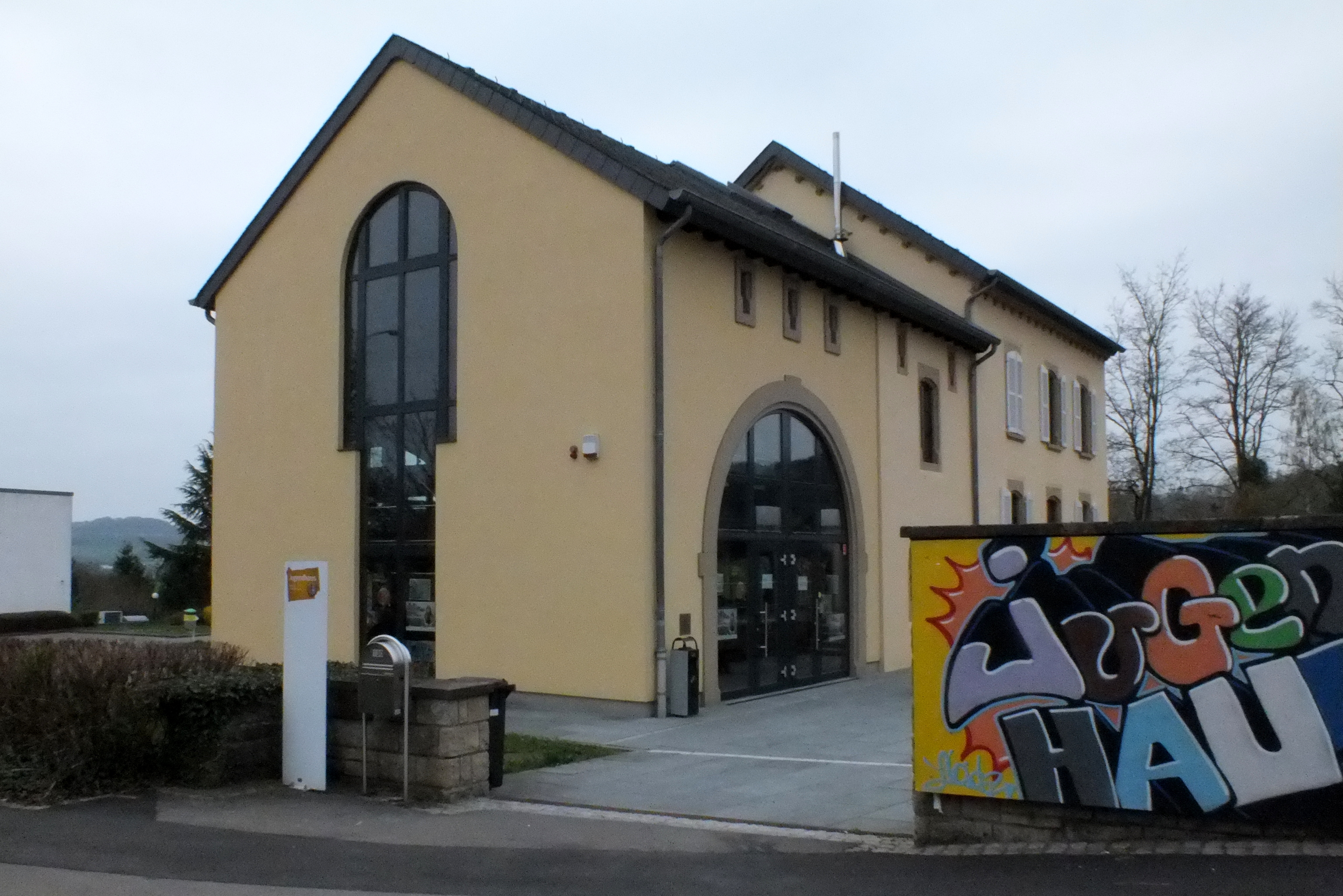
Jugendzentrum Niederanven
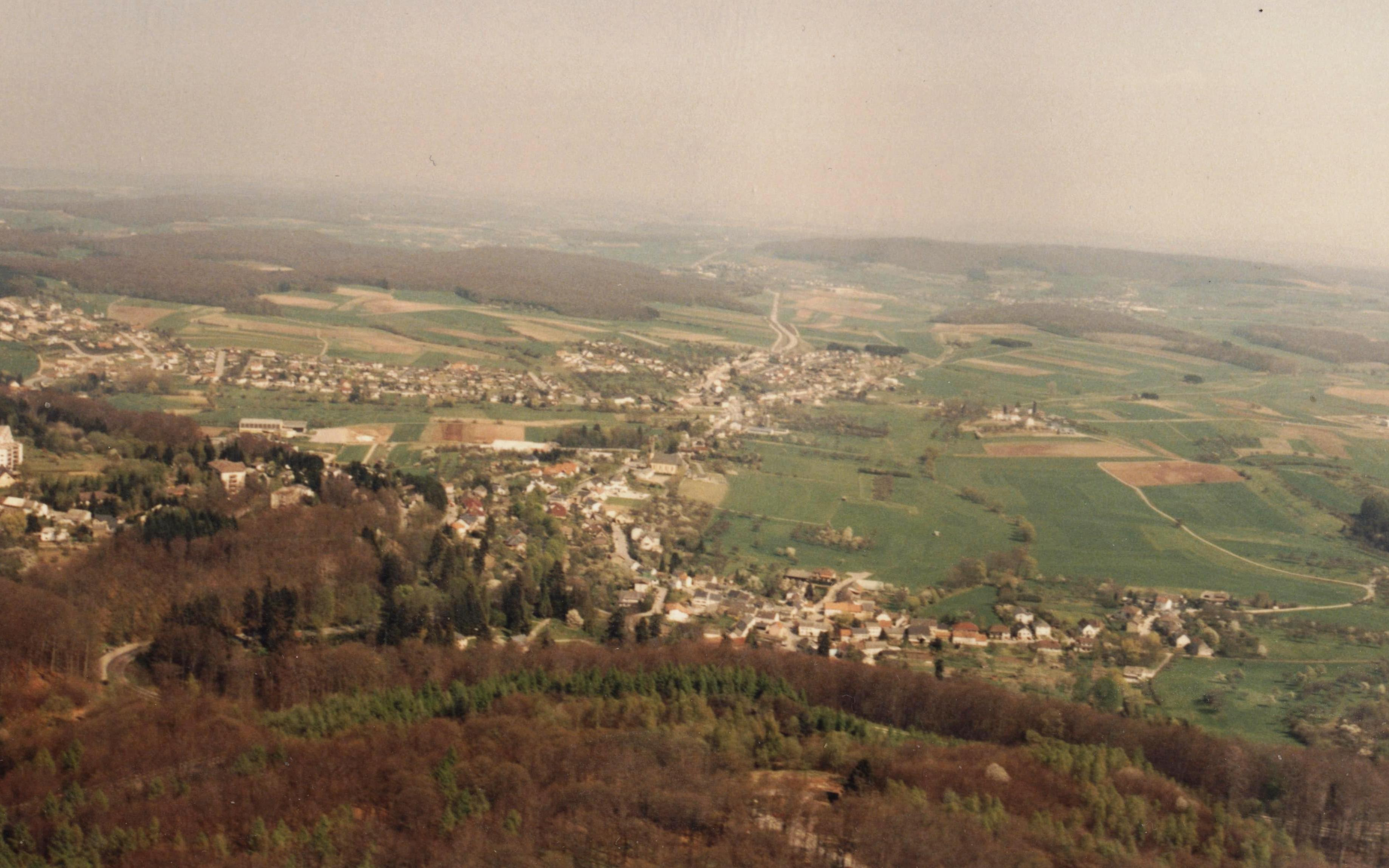
Blick auf Senningen und Niederanven
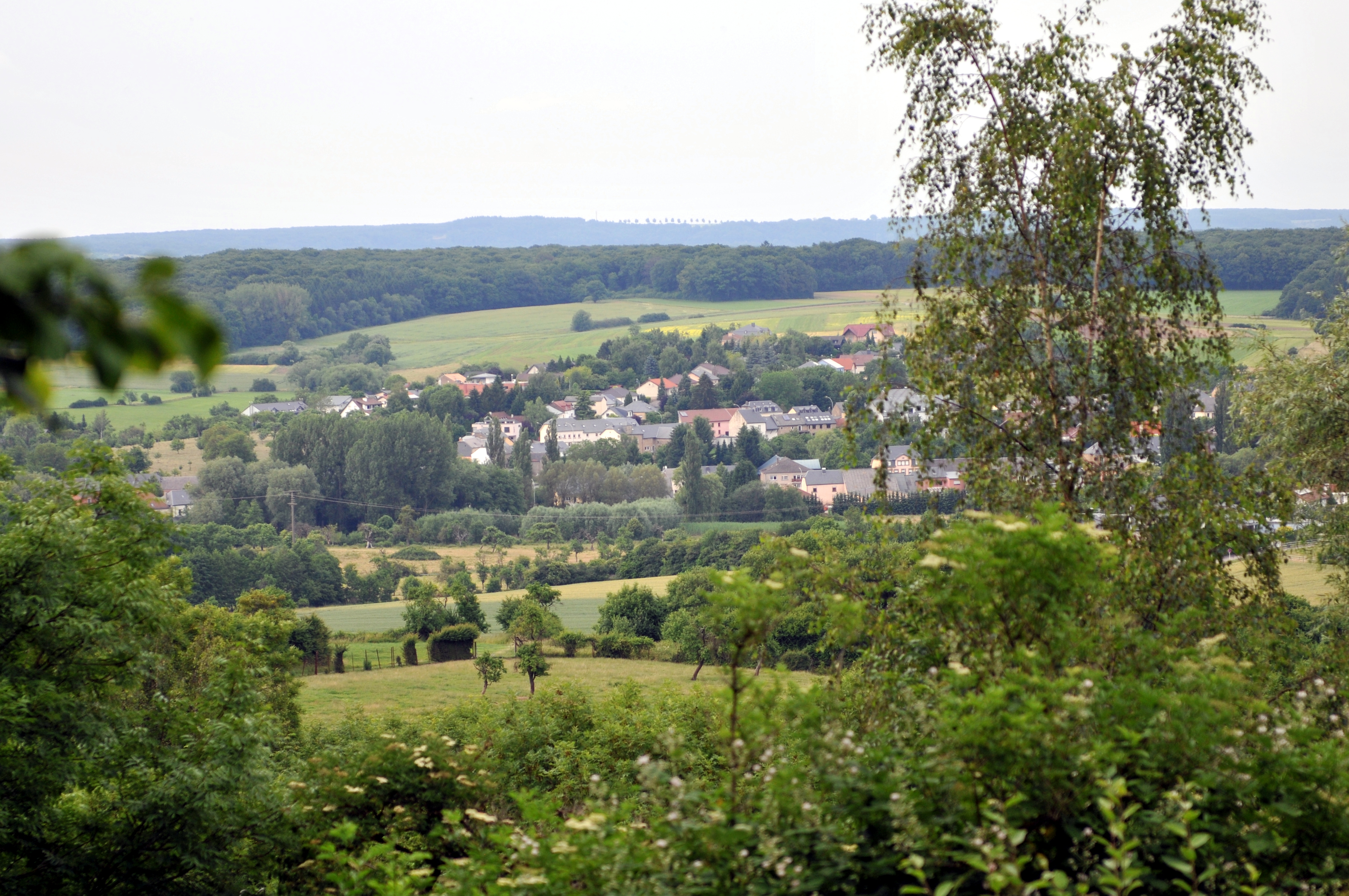
Niederanven vom Bloebierg (blauer Berg) aus gesehen
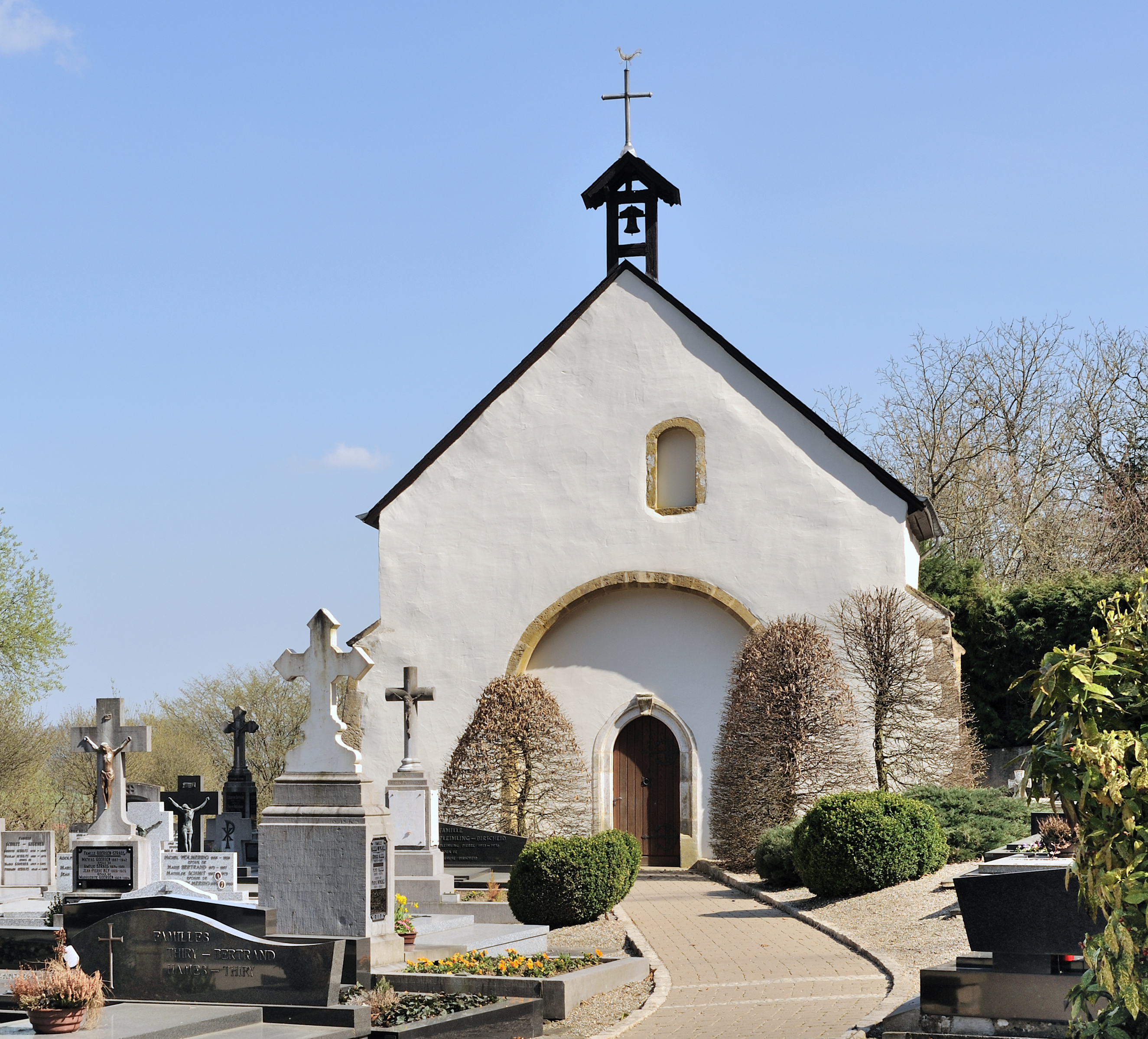
Hostert/Niederanven, Friedhofskapelle
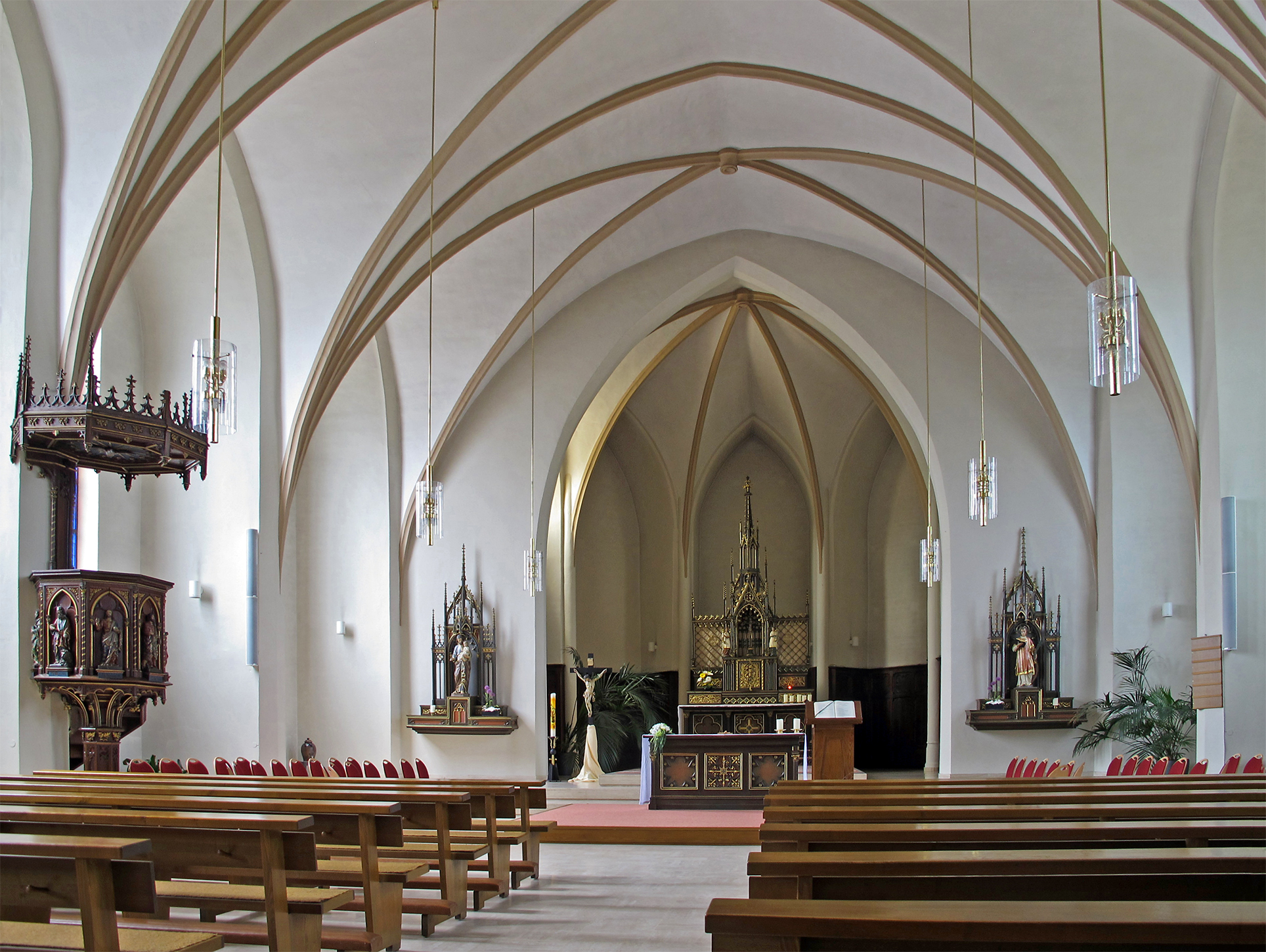
Mittelschiff der Kirche von Hostert
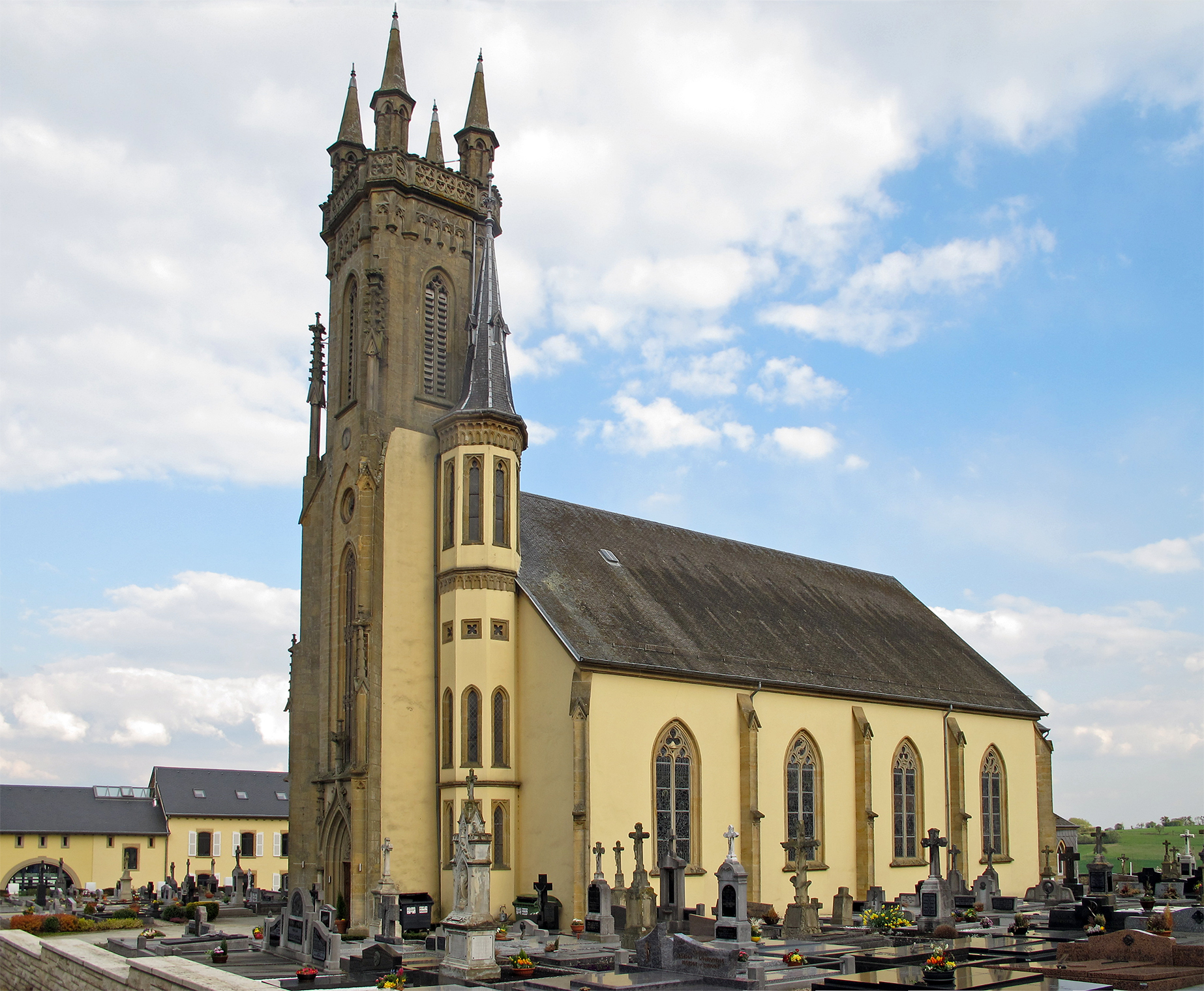
Kirche von Niederanven
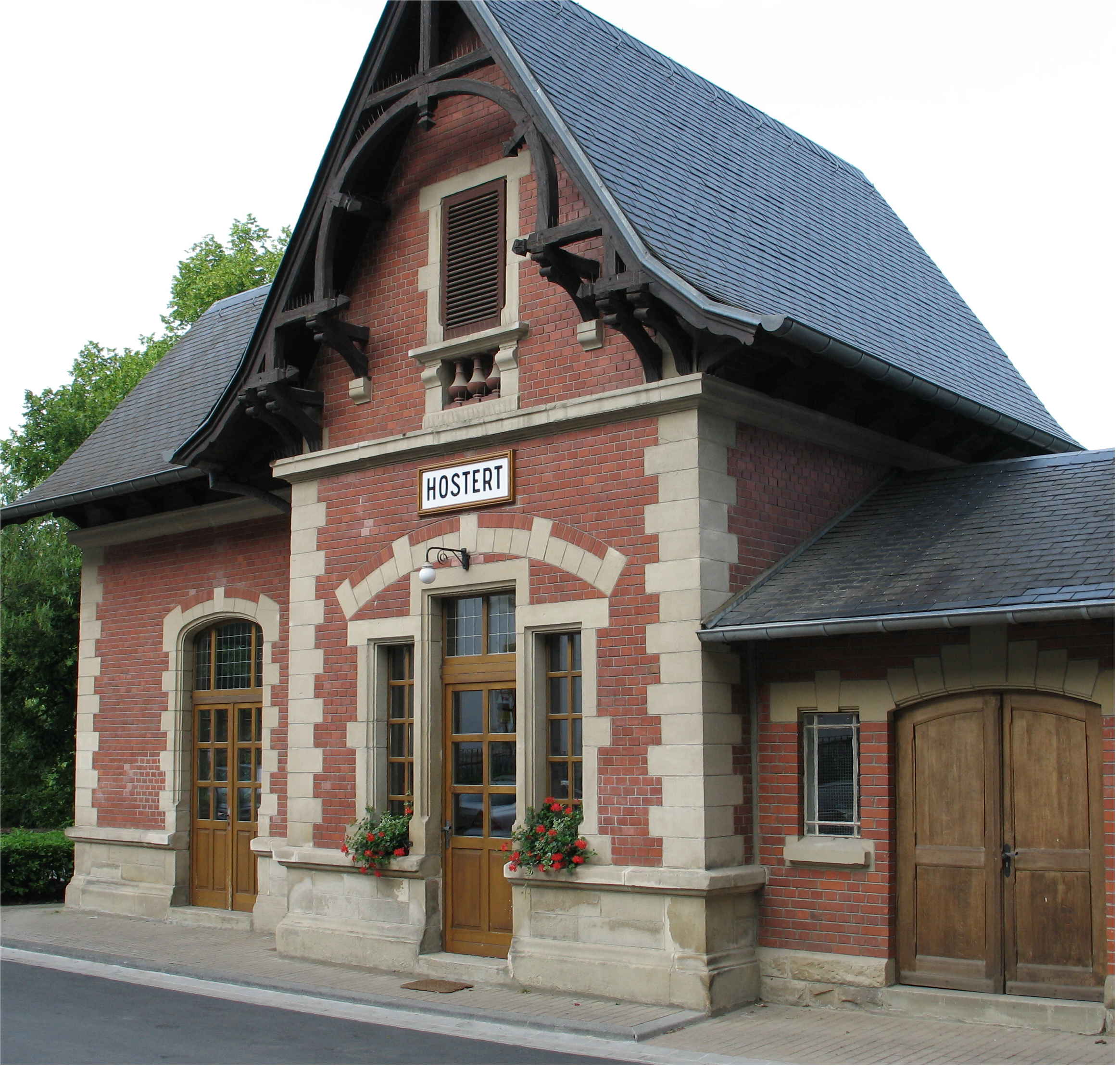
Charly’s Gare, Bahnhof der einstigen Schmalspurbahn